# Kenny Beats
Kenny Beats, pseudonimo di Kenneth Charles Blume III (Greenwich, 10 maggio 1991), è un produttore discografico e compositore statunitense.

## Biografia
Kenneth Blume è nato e cresciuto a Greenwich (nel Connecticut). Ha iniziato a suonare la chitarra all'età di 9 anni e la batteria a 11. Dopo essere arrivato al secondo posto in una competizione nazionale di musica elettronica, ha iniziato a coltivare una passione per essa.

## Carriera
In seguito al conseguimento del diploma di scuola secondaria si è trasferito a New York, dove ha lavorato come apprendista alla RCA Records, alla J Records e per Jonny Shipes del Cinematic Music Group. Lì ha prodotto musica per artisti del calibro di Schoolboy Q e Ab-Soul.
All'età di 19 anni si è trasferito a Boston dove ha studiato chitarra jazz e music business al Berklee College of Music. In quel periodo ha realizzato produzioni per artisti come Kendrick Lamar e Mac Miller. A Boston Kenneth ha conosciuto il compagno di classe e collega produttore Ryan Marks, che lo ha introdotto all'EDM, sottogenere della trap in rapida ascesa in quegli anni. Mettendo il loro tocco sul genere, la coppia è divenuta un gruppo chiamato Loudpvck e ha partecipato a diversi tour internazionali e a festival musicali. Dopo quattro anni di lavoro collaborativo, Marks ha lasciato il duo nel novembre 2017 per perseguire con nuove direzioni creative.
Blume, dopo lo scioglimento del duo è tornato alla sua passione originale: l'hip hop con il singolo Dubai Shit di Quavo e Travis Scott (come supergruppo Huncho Jack) nel dicembre del 2017. Il 2018 ha segnato il pieno ritorno di Blume nel rap quando si è unito a KEY! per la pubblicazione dell'album collaborativo 777 e ha prodotto il mixtape di debutto della rapper Rico Nasty, Nasty. Lavorando direttamente a fianco degli artisti in studio, Blume utilizza i suoi ritmi in base alle esigenze di ogni artista, adattando le sonorità più dinamiche dell'hip hop moderno. Questo approccio diretto ha portato il producer a numerosi progetti di collaborazione: Blume ha chiuso il 2018 con l'album collaborativo 2 Minute Drills (con AllBlack) e ha dato il via al 2019 con Bad Influence (con Q Da Fool) e Anger Management (con Rico Nasty). Ha lavorato anche a progetti di alto profilo come FM! di Vince Staples e Stokeley di Ski Mask the Slump God. In quell'anno, ha dato inizio anche la sua webserie su YouTube, The Cave, che documenta le sue sessioni di registrazione e produzione in studio. Nel 2020 ha realizzato assieme a Denzel Curry l'EP Unlocked che ha raggiunto la posizione 105 nella classifica statunitense.

## Stile musicale
Dopo aver prodotto musica hip hop, dal 2012 al 2017 il produttore ha realizzato musica dance elettronica assieme a Ryan Marks, per poi tornare al rap. Dal periodo dell'adolescenza Kenneth prende ispirazione dallo stile musicale dei produttori Timbaland e Pharrell.
Il tagline caratteristico che inserisce in ogni sua produzione all'inizio della traccia è "Woah, Kenny!"

## Discografia

### Album in studio
- 2018 – 777 (con Key!)
- 2019 – Netflix & Deal (con 03 Greedo)
- 2022 - LOUIE

### EP
- 2018 – 2 Minute Drills (con ALLBLACK)
- 2020 – Unlocked (con Denzel Curry)

### Mixtape
- 2019 – Anger Management (con Rico Nasty)